# Spajkanje
Spajkanje ali lotanje je postopek, pri katerem s staljeno kovino povežemo različne kose kovin. Torej je to primerna tehnika za ljudi, ki želijo vodovodno napeljavo povezati sami (spajkanje lahko uporabimo tudi pri popravljanju kolesa, igrač in drugega).
S staljeno kovino je mogoče med seboj povezati različne kose in vrste kovin, na primer baker in svinec ali medenino in aluminij. Pomembno je, da je tališče povezovalnega materiala nižje od tališča materiala, ki ga želimo povezati. Za spajkanje potrebujemo spajke (kovino za spajkanje) in toplotni vir (spajkalnik ali gorilnik). Toplotni vir uporabimo za segrevanje materiala, ki ga želimo spajkati, tako da se na njem spajke stalijo. Tretja komponenta je plastifikator, ki ga nanesemo pred spajkanjem. To sredstvo med spajkanjem zaščiti očiščeno kovino pred umazanijo in pospešuje iztekanje spajke.

## Primerna temperatura
Predmet, ki ga želite spajkati, morate segreti tako, da tekoče sredstvo lahko opravi svoje delo in da se kovina za spajkanje na predmetu stali. Pri temperaturi tališča morate biti zelo natančni. Če je temperatura prenizka, potem kovina za spajkanje ni dovolj tekoča. Če je temperatura previsoka, se talilo zažge. Tudi v tem primeru povezava med kovinami ni dobra. Pri pregrevanju se kovina za spajkanje zažge, material, ki ga želimo spajkati, pa se preoblikuje ali stali.

## Mehko in trdo spajkanje
Razlika med mehkim in trdim spajkanjem je v temperaturi tališča. Če je tališče pod 450 °C, potem govorimo o mehkem spajkanju. Če je tališče nad 450 °C potem je to trdo spajkanje. Pri mehkem spajkanju si pomagamo s spajkalnikom ali gorilnikom. Za trdo spajkanje, pri katerem nastane nekajkrat močnejša povezava, moramo uporabiti gorilnik. Trdo spajkanje ustvari petkrat močnejšo povezavo kot mehko spajkanje.

## Vrste kovin
Pomembno je, da vemo, kateri material bomo spajkali in predvsem kako visoka je temperatura tališča tega materiala. To pomaga pri izbiri ustrezne kovine za spajkanje in ustreznega talila. Temperatura tališča spajke mora biti nižja od temperature tališča kovine, ki jo želimo s spajkanjem povezati. Drugače se lahko material, ki ga želimo povezati, tudi stopi. Pomembno je, da znamo razlikovati naslednje kovine: kositer, svinec, cink, aluminij, medenina, baker, železo in nerjaveče jeklo. Malo težje postane, če gre za povezave sestavljenih kovin. V večini primerov je dobro, da znamo prepoznati te kovine. Upoštevati moramo, da se temperature tališča pri sestavljenih kovinah razlikujejo. Temperatura vrelišča je lahko pri nekaterih kovinah nižja. Če ne prepoznamo kovin, uporabimo preverjeno obliko spajkanja. Čistega kositra, svinca in cinka ne smemo trdo spajkati, saj imajo te kovine temperaturo tališča nad ali pod 400 °C. Aluminij je zelo kritičen primer. V večini primerov je aluminij v mehkejšem stanju, zato je lahko tališče (660 °C) nekoliko nižje.

## Galvanizirane kovine
Kovine, ki imajo plast cinka, kroma, niklja ali bakra, je treba spajkati tako, da ne odstranimo plasti. Pred spajkanjem in nanosom tekočega sredstva moramo ugotoviti vrsto galvanizirane plasti. Pri tem je treba tudi upoštevati tališče osnovne kovine, ki leži pod plastjo.

## Mehko spajkanje in talila
Razen nerjavnega jekla in aluminija lahko vse kovine spajkamo s spajko kositra/svinca in talilom na osnovi kovinskega klorida (S-39). Enako velja za spajko iz kobalta, ki ima zelo nizko tališče (okrog 145 °C). Na voljo so tekoča talila in talila v obliki paste. Pasta ne kaplja ali odteka, ostanke je treba odstraniti z razkužilnim sredstvom.

Spajke iz kositra/srebra se uporabljajo pri bakru, medenini, kositru, ko gre za visoke toplotne odpornosti do 175 °C. Toplotna odpornost kositra/svinca je samo 90 °C. Spajka iz kositra/srebra ima dolgotrajen srebrn sijaj, ker ne vsebuje svinca ali kadmija. Spajka iz kositra/srebra je primerna za napeljavo pitne vode in centralnega ogrevanja. Za nerjavno jeklo in stari cink moramo uporabiti aktivno talilo. Visoki stopnji klorida je dodana tudi solna kislina. Po spajkanju je treba talilo hitro in temeljito odstraniti. Aluminij je poglavje zase. Spajkalna povezava je iz kadmija in cinka, pri čemer moramo uporabiti posebno talilo. Če pri spajkanju aluminija z aluminijem uporabimo spajko iz cinka/aluminija, talila ni treba nanesti.

## Trdo spajkanje in talila
Trde spajke iz srebra lahko uporabimo pri vseh trdih povezavah, razen pri aluminiju. Gre za povezavo iz srebra in bakra z dodatkom cinka, kadmija, svinca in/ali kositra. Trda spajka iz srebra brez kadmija, z visokim deležem srebra in enakim tališčem je draga, vendar nestrupena. To velja tudi za cenejšo trdo spajko iz srebra, ki vsebuje fosfor. Lahko jo uporabimo samo pri bakru ali pri povezavah iz bakra. Spajke iz medenine (baker s cinkom) so poceni, vendar imajo zelo visoko tališče (900 °C). Za spajke iz medenine potrebujemo poseben propan-kisikov gorilnik. Spajke iz medenine teže iztekajo in zaradi tega so manj primeme za spajkanje razpok. Boljše je, da pri okovjih iz medenine ne uporabimo trdega spajkanja. Za spajke iz srebra in medenine so na voljo posebna talila. V večini primerov so v obliki praška in jih je treba zmešati z vodo. Trde spajke iz aluminija so zlitina aluminija in silicija in imajo za 80 °C nižje tališče kot čisti aluminij. Pri tem spajkanju moramo uporabiti posebej prilagojeno talilo.

## Ustrezne naprave
Kovine so zelo dobri prevodniki, zaradi tega se toplota hitro razširi na celoten material. To je predvsem odvisno tudi od vrste, velikosti in debeline posameznih kovin. Poleg tega je zelo pomembna tudi temperatura okolice. Pri vsakem posameznem primeru moramo oceniti, katera naprava najbolj ustrezna doseganju želenih temperatur. Pri mehkem spajkanju se uporabljajo električne naprave in tudi plinski gorilniki. Pri trdem spajkanju moramo uporabiti gorilnik.

### Spajkalnik
Na voljo so različni električni spajkalniki z močjo od 25 do 300 W. Temperatura spajkalnega čepa je od 250 °C do 460 °C. Spajkalnik lahko segrejemo tudi z gorilnikom. S tem lahko dosežemo visoke temperature in nismo odvisni od elektrike, kar je zelo primemo pri inštalacijskih delih. Ogenj določi temperaturo spajkalnika in prostornino spajkalnika (navedeno v gramih), kar je pomembno za oddajo toplote.

### Gorilnik
Gorilniki lahko uporabljajo butan ali propan (plin). Butan ustvari temperaturo do okrog 1.400 °C, propan pa do okrog 1.700 °C. Propan je zelo eksploziven plin. Je težji od zraka in se pri morebitnem puščanju lahko neopazno razširi po talni površini. Nizke temperature okolja ne vplivajo na padanje tlaka (kot je to značilno za butan). Turbogorilniki vsrkavajo zrak in ga zmešajo s plinom. Dosežejo temperature do okrog 2.000 °C. Kombinirani gorilniki na čisti kisik z butanom ali propanom lahko ustvarijo temperaturo do okrog 2.800 °C. Material lahko segrejemo samo do polovice temperature gorilnika ali spajkalnika.

## Dobra povezava
Glede na material, ki ga želimo povezati, uporabimo dobro kombinacijo spajk in talila. Če želimo dobro iztekanje spajke, moramo spajkalne površine zelo natančno nastaviti drugo ob drugo (širina zareze od 0,1 do 0,3 mm pri mehkem spajkanju in pod 0,1 mm pri trdem spajkanju). Čim večja je spajkalna površina, tem močnejša je povezava. Očistimo in razmastimo površine, ki jih želimo spajkati (praske povečajo moč povezave). Preden povežemo oba dela, nanesemo talilo. Material, ki ga želimo povezati, segrejemo do te mere, da se spajka začne taliti. Bodimo pozorni, da spajka v celoti izteče v spoj. Pustimo, da se material počasi ohladi, in potem z vlažno krpo odstranimo ostanke talila.